# Dżahangir (syn Timura)

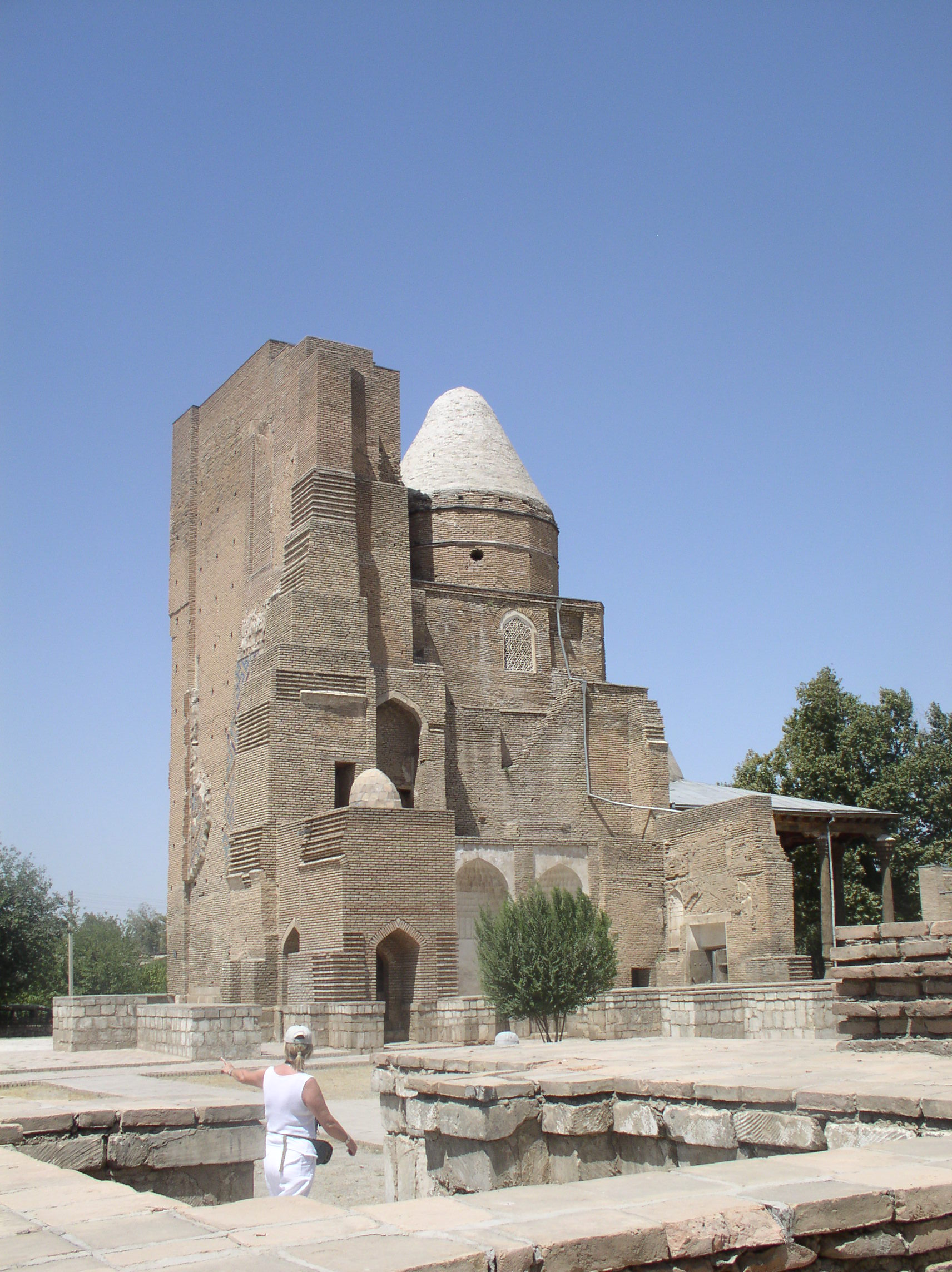
Dorussiadat, mauzoleum Dżahangira

Dżahangir (ur. ok. 1355 r., zm. 1376 r.) – najstarszy syn Timura. Imię Dżahangir w języku perskim oznacza - Władca Świata.

## Młodość
Dżahangir, pierworodny syn Timura przyszedł na świat w czasie walk wewnętrznych w Mawarnnahrze. Od najmłodszych lat zdradzał zainteresowanie wojskiem, a co najważniejsze ku radości i dumie ojca posiadał talenty wojskowe. Jako kilkunastoletni chłopak dowodził już oddziałami wojskowymi w ważnych wyprawach wojennych Tamerlana (między innymi dowodził awangardą wojsk ojca podczas jednego z najazdów na Mogolistan). Dzięki swym zdolnościom był ulubionym synem Timura, a co za tym idzie wielki władca upatrywał w nim godnego dziedzica swego imperium.

## Małżeństwo
1373 r. - Dżahangir w wieku 18 lat pojął za żonę Chan-zadę, córkę Husejna Sufiego, był to warunek pokoju z dynastią Sufich rządzącej w Chorezmie. Była ona obiecana Dżahangirowi już rok wcześniej (w zamian za wspomniany już wcześniej pokój), ale rodzina Sufich zwlekała z jej wysłaniem na dwór w Samarkandzie w celu obiecanego ślubu. Sam Timur zniecierpliwiony tym bezowocnym czekaniem wyruszył w 1373 r. na wyprawę przeciw Chorezmowi by zmusić jego władcę do wysłania  w końcu dziewczyny. W tym samym roku przerażony przywódca rodu Sufich ugiął się i bogaty pochód z arystokratką ruszył w końcu do Samarkandy.

## Rodzina
Żona Dżahangira, Chan-zada, urodziła mu pierworodnego syna Mehmeta Sułtana. Z kolei miesiąc po jego śmierci inna z żon urodziła mu drugiego syna Pir Muhammeda. Obaj synowie po śmierci ojca stali się ukochanymi wnukami Timura, byli jak on odważni i posiadali umiejętności najbardziej cenione przez ich dziadka czyli dowódcze. Mehmet Sułtan zmarł wcześnie bo w 1403 r., za swego życia był naznaczony przez Timura do przejęcia po nim władzy. Pir Muhammed w czasie gdy Tamerlan w 1405 r. umierał został przez niego namaszczony na swego następcę. Jak wiadomo tego testamentu umierającego wodza nie dotrzymano. Pir Muhammed zginął zabity w 1407 r. przez jednego ze swych emirów.

## Śmierć
1376 r. - w czasie gdy Timur powracał z udanej wyprawy na Mogolistan dotarła do niego straszna wiadomość, iż jego najstarszy zaledwie dwudziestoletni syn zmożony chorobą zmarł. Tamerlan był tak zrozpaczony, że zawiesił nawet na jakiś czas wyprawy wojenne.